# ناندو آنجلینی
ناندو آنجلینی (ایتالیایی: Nando Angelini؛ ‏ ۱۷ اوت ۱۹۳۳ بازیگر اهل ایتالیا بود.
از فیلم‌هایی که وی در آن نقش داشته‌است، می‌توان به گودال خونین وحشت، بوکاچو ۷۰، فاشیست، ژنرال دلا روره، سه چهره یک زن، آدوا و دوستان، آخرین داوری، باراباس، هرکول، سامسون و اولیس، سبقت، خرابکاران، مسالینا، کارگر بازنده است، تهاجم ۱۷۰۰، یاغیان ازدواج، نامزدشده، گاریبالدی، خوابیدن یا نخوابیدن، دو رقیب و دختری از پارما اشاره کرد.